# Ecseg
Ecseg je obec v župě Nógrád v severním Maďarsku. Žije zde přibližně 1 100 obyvatel.

## Geografie

### Sousední obce
| Růžice kompasu | Cserhátszentiván | Alsótold | Kozárd | Růžice kompasu |
| Růžice kompasu | Buják            | Sever    | Pásztó | Růžice kompasu |
| Růžice kompasu | Buják            | Ecseg    | Pásztó | Růžice kompasu |
| Růžice kompasu | Buják            | Jih      | Pásztó | Růžice kompasu |
| Růžice kompasu | Csécse           |          |        | Růžice kompasu |